# Buried Alive
Buried Alive är en liveskiva med det progressiva rockbandet Änglagård inspelad den 5 november 1994 vid Progfest '94 i Los Angeles. Konserten var den sista bandet gjorde innan det splittrades och inspelningarna blev därför liggande tills december 1995 innan bandet samlades för att mixa materialet och kom därför inte att släppas förrän 1996.

## Låtlista
Alla låtarna skrivna, arrangerade och framförda av Änglagård.
1. "Prolog" - 2:20
2. "Jordrök" - 11:46
3. "Höstsejd" - 14:03
4. "Ifrån Klarhet till Klarhet" - 9:03
5. "Vandringar i Vilsenhet" - 13:07
6. "Sista Somrar" - 9:21
7. "Kung Bore" - 12:34

Total speltid: 72:16

## Medverkande
- Thomas Johnson - Mellotron, Hammondorgel B-3, flygel och övriga keyboards
- Tord Lindman - Akustisk och elektrisk gitarr, mellotron, sång och slagverk
- Anna Holmgren - Flöjt och mellotron
- Johan Högberg - Bas
- Jonas Engdegård - Akustisk och elektrisk gitarr
- Mattias Olsson - Trummor och slagverk